# ماژول اس کیو ال
ماژول اس‌کیوال (SQL)، روشی برای ترکیب توان محاسباتی یک زبان برنامه‌نویسی و قابلیت‌های دستکاری پایگاه‌داده اس‌کیو ال می‌باشد. دستورهای ماژول اس‌کیوال، دستورهای اس‌کیواِل هستند که در یک ماژول سرویس‌گیرنده اِس‌کیواِل نوشته شده‌اند، که می‌توانند به عنوان روال‌هایی از کد منبع برنامه زبان میزبان مانند یک روال زبان میزبان نامیده شوند. یک فایل زبان ماژول استاندارد اس‌کیواِل، در فراخوانی یک کتابخانه زمان اجرای اس‌کیو‌ل دارنده تعامل با سیستم مدیریت پایگاه داده، کامپایل می‌شود. این امر، به برنامه‌نویسان اجازه می‌دهد تا دستورهای اِس‌کیو‌اِل را از برنامه‌های نوشته‌شده به زبان‌های برنامه‌نویسی معمول، فراخوانی کنند.
استفاده از زبان ماژول، بسیار ساده است: همه کدهای اس‌کیوا‌ل را در یک ماژول جداگانه قرار دهید، و یک واسط بین ماژول حاوی کد اس‌کیوال و برنامه میزبان تعریف کنید.
ماژول اس‌کیوال، دارای ارتباط نزدیکی با اس‌کیوال تعبیه‌شده می‌باشد. "ماژول‌های سرویس‌گیرنده اس‌کیوال، مجموعه‌ای مستقل از دستورهای اس‌کیوال هستند. برخلاف اس‌کیوال تعبیه‌شده که دستورهای اس‌کیوال، به زبان برنامه‌نویسی میزبان درج می‌شوند، ماژول‌های سرویس‌گیرنده اس‌کیوال، از زبان میزبان مجزا هستند. زبان میزبان شامل فراخوان‌هایی است که ماژول را فراخوانی می‌کند که به نوبه خود، دستورهای اس‌کیوال را در آن ماژول اجرا می‌کند."

## تطابق استاندارد اس‌کیوال
استاندارد اس‌کیوال:2023 (فناوری اطلاعات ISO/IEC 9075-2:2023 – زبان‌های پایگاه داده اس‌کیوال –بخش 2: بنیاد (اس‌کیوال/بنیاد)، فصل 13[3]) یک ماژول اس‌کیوال را به عنوان یک ماژول سرویس‌گیرنده اس‌کیوال تعریف می‌کند، و زبان که در آن، پُرسمان‌های اس‌کیوال، فراخوانی می‌شوند، به عنوان زبان میزبان نامیده می‌شود. زبان‌های ویژه میزبان عبارتند از:
ایدا (Ada) – ویژگی B111، "زبان ماژول ایدا"
سی (C) – ویژگی B112، "زبان ماژول سی"
کوبول (COBOL) – ویژگی B113، "زبان ماژول کوبول"
فرترن (Fortran) – ویژگی B114، "زبان ماژول فرترن"
مام‌پی‌ال (MUMPS) – ویژگی B115، "زبان ماژول MUMPS"
پاسکال (Pascal) – ویژگی B116، "زبان ماژول پاسکال"
پی‌ال/۱ (PL/I) – ویژگی B117، "زبان ماژول پی‌ال/۱"
(همه زبان‌های فوق‌الذکر، ویژگی‌های اختیاری هستند، به این معنی که هر فروشنده می‌تواند تصمیم بگیرد که از کدام زبان، پشتیبانی کند.) 

## سیستم‌های پایگاه داده که از ماژول SQL پشتیبانی می‌کنند

### میمر اس‌کیوال (Mimer SQL)
میمر اس‌کیوال 0․11، و نسخه‌های بالاتر برای لینوکس، macOS، OpenVMS و ماژول اس‌کیوال پشتیبانی ویندوز برای سی/سی++، و میمر اس‌کیوال برای OpenVMS نیز از ماژول اس‌کیوال برای کوبول، فرترن، و پاسکال پشتیبانی می‌کند.

### پایگاه داده اوراکل
اوراکل 0․8، از ماژول SQL* برای اِیدا (Ada) پشتیبانی می‌کند، اما پشتیبانی، در نسخه‌های بعدی حذف شده است. ماژول SQL*، یک زبان ماژول است که از استاندارد زبان ایدا83 (Ada83) برای اِیدا پشتیبانی می‌کند.

### اوراکل آردی‌بی (Oracle Rdb)
زبان‌های میزبان پشتیبانی‌شده عبارتند از اِیدا، بیسیک، سی، کوبول، فرترن، پاسکال، و پی‌اِل/1. 

## لینک های خارجی
- SQL* Module for Ada Programmer's Guide، نسخه 8.0
- ماژول SQL، Mimer SQL Developer